# Pasawahankidul
Pasawahankidul is een bestuurslaag in het regentschap Purwakarta van de provincie West-Java, Indonesië. Pasawahankidul telt 3244 inwoners (volkstelling 2010).